# Reto Baumann
Reto Baumann  (* 1994) ist ein Schweizer Unihockeyspieler, der beim Nationalliga-A-Verein Floorball Köniz unter Vertrag steht.

## Karriere

### Floorball Köniz
Bevor Baumann 2009 in den Nachwuchs von Floorball Köniz wechselte, spielte er bei den U19-Junioren von Unihockey Fribourg.
Während der Saison 2014/15 stand Baumann zum ersten Mal im Kader der ersten Mannschaft. Der darauffolgenden Saison 2015/16 gehörte er fix der ersten Mannschaft an und erzielte in seiner ersten Saison 23 Skorerpunkte.

### UHC Flamatt-Sense
Zwischen 2017 und 2019 spielte Baumann zwei Saisons bei seinem Ausbildungsverein in der 1. Liga Kleinfeld.

### Floorball Köniz
Zur Saison 2019/20 kehrte Baumann von seinem Aufenthalt bei seinem Ausbildungsverein zu Floorball Köniz zurück.